# Gliese 638
Gliese 638 (GJ 638 / HD 151288 / HIP 82003) és un estel en la constel·lació d'Hèrcules situada a uns 2º de la brillant Zeta Herculis. De magnitud aparent +8,11, no és visible a ull nu. S'hi troba a 31,9 anys llum de distància del sistema solar.
Catalogada com de tipus espectral K7V —K5 segons la base de dades SIMBAD—, Gliese 638 és una nana taronja que, com el Sol, obté la seva energia a partir de la fusió d'hidrogen en el seu interior. Dins de les nanes taronges, se situa entre les més fredes i menys lluminoses; té tan sols un 4,8% de la lluminositat solar, el seu radi és equivalent al 7 % del radi solar i la seva massa de 0,68 masses solars.
Groombridge 1618 és un estel amb característiques físiques molt semblants a les de Gliese 638, si bé està situada a la meitat de distància de la Terra que aquesta.
Existeix evidència que Gliese 638 pot ser un estel variable, amb una petita variació en la seva lluentor entre magnitud +8,09 i +8,11, i reb la denominació provisional, com a variable, de NSV 7951.
El sistema estel·lar conegut més proper a Gliese 638 és ζ Herculis, situat a 3,56 anys llum de distància.